# Ustronie (powiat lubiński)
Ustronie – wieś w Polsce położona w województwie dolnośląskim, w powiecie lubińskim, w gminie Lubin.

## Podział administracyjny
W latach 1975–1998 miejscowość należała administracyjnie do województwa legnickiego.

## Zabytki
Do wojewódzkiego rejestru zabytków wpisany jest:
- park dworski, z 1900 r.